# Torre Branca (Torre de Londres)

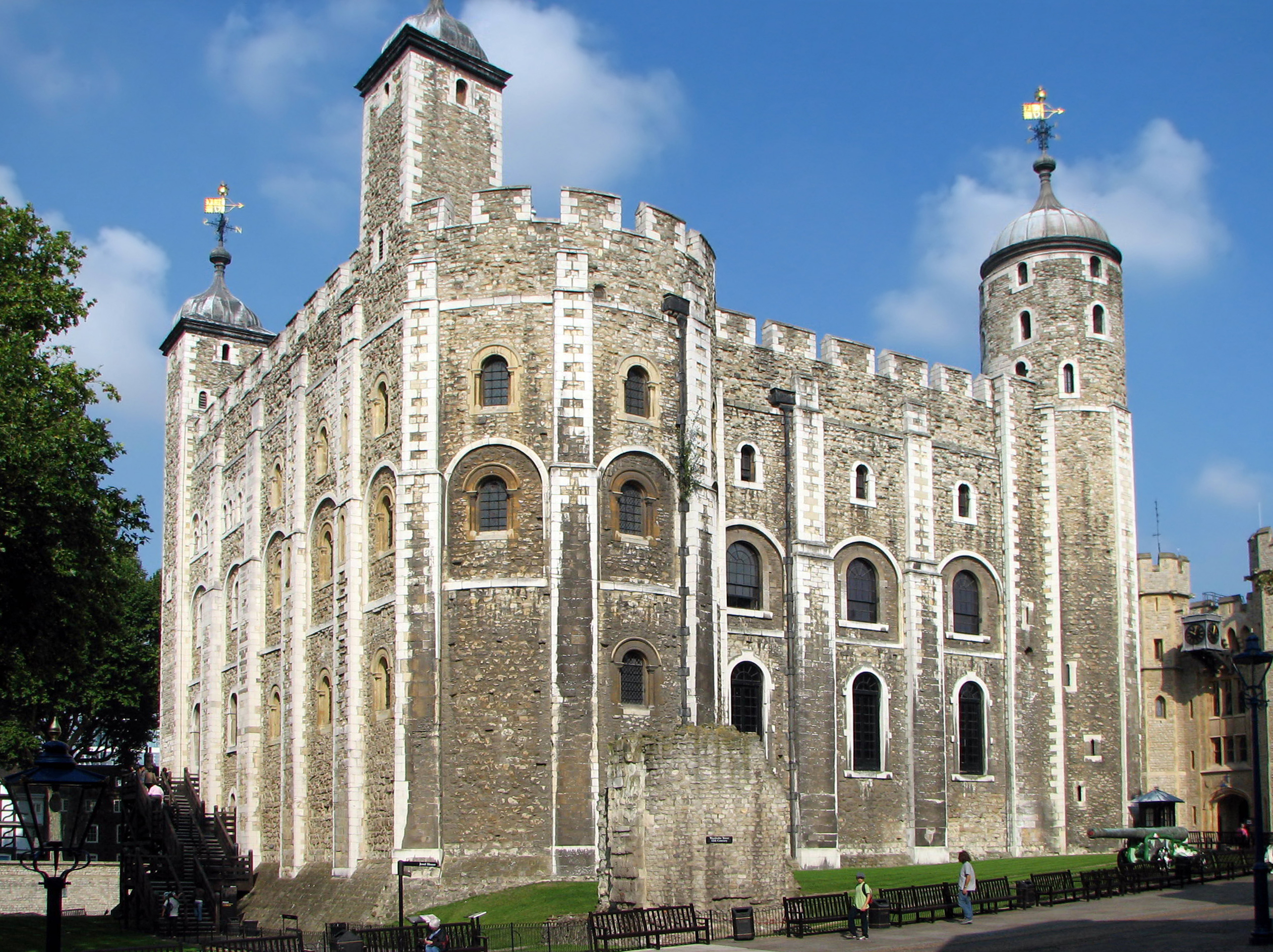
A Torre Branca vista do sudeste. À frente está a projeção que abriga a abside da Capela de São João

Torre Branca é uma antiga fortaleza e torre central da Torre de Londres, em Tower Hamlets, Londres, Inglaterra. Foi construída por Guilherme, o Conquistador, durante o início da década de 1080, e posteriormente estendida. Era militarmente o ponto mais forte do castelo, e servia de alojamento para o rei e seus representantes, além de uma capela. Henrique III ordenou que a torre fosse caiada em 1240.

## História

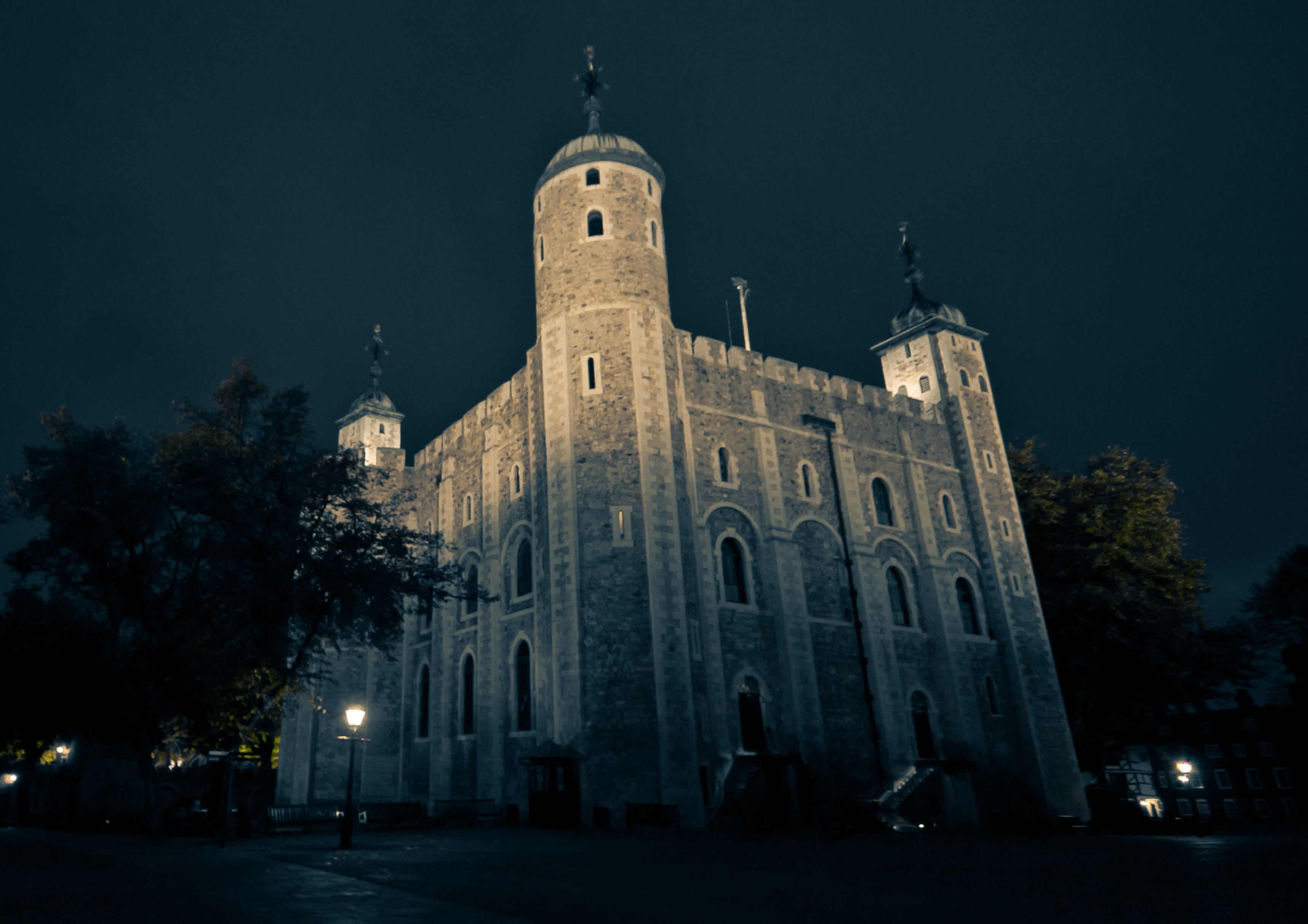
Foto noturna da Torre Branca.

O castelo, que mais tarde ficou conhecido como a Torre de Londres, foi iniciado por Guilherme, o Conquistador em 1066. Começou como uma fortificação de madeira cercada por uma paliçada. Na próxima década iniciou-se a Torre Branca, a grande fortaleza de pedra que ainda domina o castelo até hoje. A data precisa da fundação da fortaleza é desconhecida, e também é incerto quanto tempo o edifício demorou. É tradicionalmente decidido que a construção começou em 1078. Isso ocorre porque o Textus Roffensis registra que Gundulf, Bispo de Rochester, supervisionou o trabalho de construção sob as instruções do rei inglês. Evidências dendrocronológicas sugerem que a construção da Torre Branca começou entre 1075 e 1079. A arqueologia do edifício em pé sugere que houve uma pausa na construção entre 1080 e 1090 ou 1093, embora não se sabe o motivo. Gundulf fez mais do que apenas supervisionar o trabalho e era um arquiteto talentoso. O castelo e a catedral de Rochester foram reconstruídos sob seus auspícios. Como o castelo principal na capital da Inglaterra, a Torre de Londres foi um importante edifício real. A fortaleza construída por Gundulf carrega prova disso, pois era um dos maiores da Cristandade.
A Torre Branca era multiúso. Era o ponto mais forte militarmente do castelo que fornecia alojamento adequado para o rei e seus representantes. Na arquitetura normanda a fortaleza era um símbolo de poder de um senhor. A Torre Branca foi provavelmente concluída em 1100, o mais tardar, no ponto em que foi usada para prender Ranulfo Flambardo, Bispo de Durham. Foi provavelmente durante o reinado de Henrique II (1154-1189) que uma construção dianteira foi adicionada ao lado sul da torre para proporcionar defesas extras à entrada, mas não sobreviveram. As relações de Henrique III com seus barões estavam inquietas, e nos anos de 1220 e 1230 reforçou as defesas do castelo e edifícios residenciais. Embora o trabalho que começou pode não ter sido concluído em sua vida, o estendeu para o norte e leste, construindo um novo muro de pedra para delimitar o castelo. Uma galeria de madeira foi adicionada ao topo da Torre Branca, projetada além de suas paredes para melhor defender a base da fortaleza. Henrique também realizou manutenção na fortificação e foi durante o seu reinado que a tradição de reabilitação do edifício começou. Em março de 1240 o Guardião das Obras na Torre de Londres recebeu ordens de "branquear a Grande Torre por dentro e por fora". Mais tarde naquele ano, o rei escreveu ao Guardião, exigindo que as caleiras de chumbo da Torre Branca deveriam ser alargadas com o efeito que "a parede da torre ... recém-embranquecida, pode não correr o risco de perecer ou cair para fora pelo gotejamento da chuva". Henrique não explicou sua ordem para encobrir o sustento, mas pode ter sido influenciado pela moda contemporânea na Europa a pintar edifícios de prestígio de branco. Também acrescentou decoração à capela no edifício, acrescentando vitrais, estátuas e pinturas.

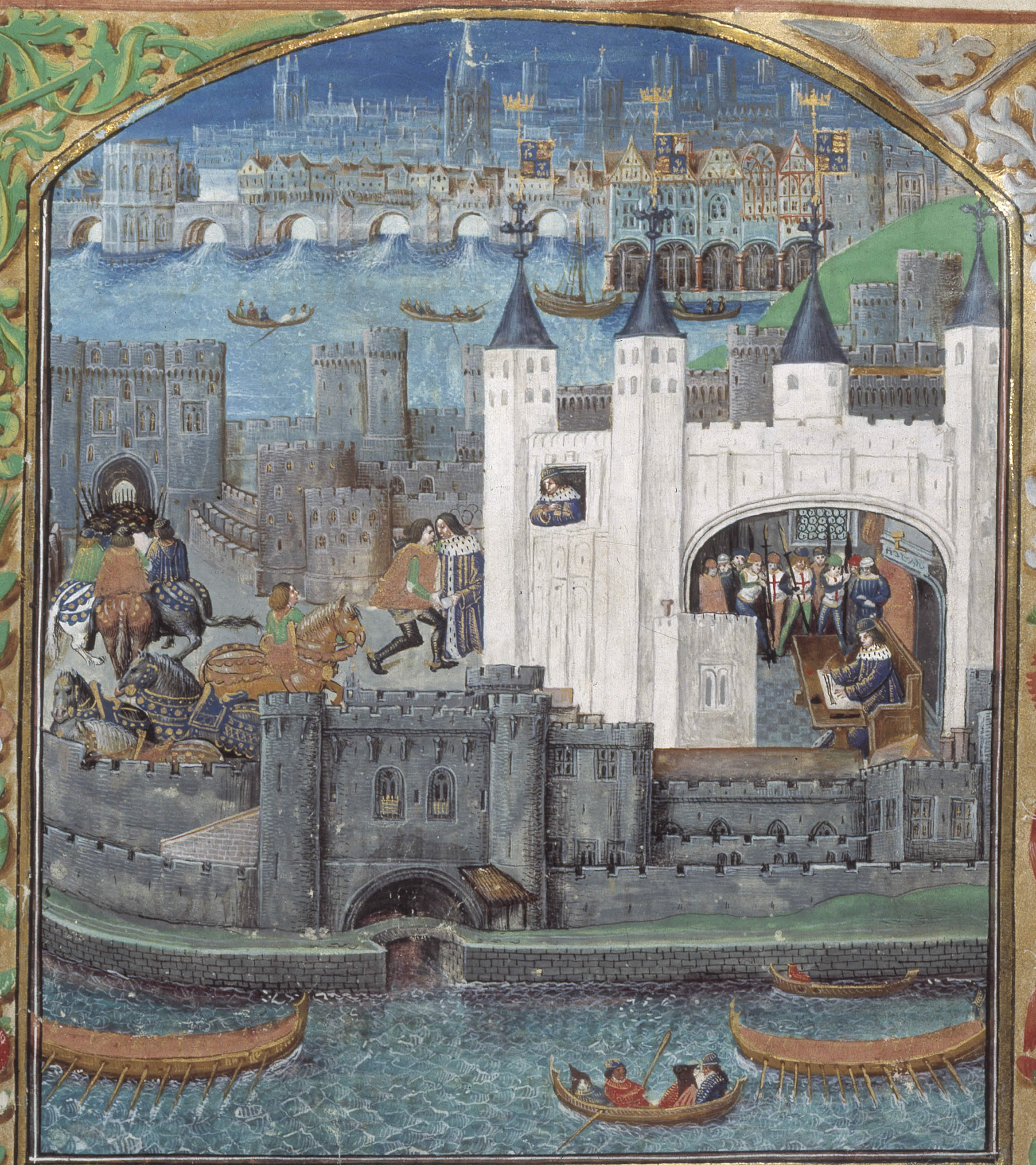
A Torre do século XV em um manuscrito de poemas de Carlos, Duque d'Orleães (1391-1465) comemora seu aprisionamento ali (Biblioteca Britânica).

As atividades no castelo no início do século XIV declinaram em relação a períodos anteriores. Embora a Torre de Londres ainda era ocasionalmente utilizada como residência, pelos anos de 1320 a capela na Torre Branca foi usada para armazenar registros. Isto marcou o início do papel reduzido do castelo como residência real. Os registros foram brevemente retirados da Torre Branca em 1360 para acomodar o cativo rei francês João II. Pode ter sido durante o reinado de Eduardo III (1327-1377) que um edifício adjacente do lado sul da Torre Branca foi criado. Construído como armazenamento, pode ter sido parte do programa de construção de Eduardo na Torre de Londres, que viu o seu papel como uma loja militar vir à tona. A estrutura não sobreviveu, mas esta registrada em planos de 1597 e 1717.
Ricardo II foi preso na Torre de Londres e lá abdicou em 1399; de acordo com a tradição, o evento teve lugar na Torre Branca. Na década de 1490 um novo piso foi adicionado à Torre Branca, criando um armazenamento extra. Arquitetonicamente praticamente nenhum vestígio permanece da construção dianteira da fortaleza, embora aparece em um desenho manuscrito de circa de 1500, que descreve a prisão de Carlos, Duque d'Orleães e foi registrado em um plano de 1597. Foi demolido em 1674. Em 17 de junho daquele ano, durante o curso da demolição, ossos pertencentes a duas crianças foram descobertos sob as escadas na construção dianteira. Supunha-se que eles pertenciam aos Príncipes na Torre. Os restos foram reenterrados na Abadia de Westminster. A história dos Príncipes na Torre é uma das mais famosas relacionadas ao castelo. Após a morte de Eduardo IV, seu filho de 12 anos de idade foi coroado como Eduardo V. Ricardo, Duque de Gloucester foi declarado Lorde Protetor, enquanto o príncipe era jovem demais para governar. Eduardo estava confinado à Torre de Londres, juntamente com seu irmão mais novo, Ricardo. O Duque de Gloucester foi proclamado rei Ricardo III em julho. Os príncipes foram vistos pela última vez em público em junho 1483; o motivo mais provável para o seu desaparecimento é que foram assassinados no final do verão de 1483.
Até o período Tudor, a engenharia da fortaleza mudou para lidar com canhões poderosos. Os novos desenhos, com baixos baluartes angulares, não foram emulados na Torre de Londres. Contudo, algumas adaptações para usar canhões foram feitas; as mudanças incluíram a adição de uma plataforma de madeira no topo da Torre Branca para plataformas de canhão. O peso dos canhões danificaram o telhado de modo que teve de ser reforçado. O único uso documentado destes canhões foi durante a rebelião de Wyatt em 1554 e eles foram ineficazes. O Escritório de Material Bélico e Escritório de Arsenal foram sediados na Torre de Londres até o século XVII. Sua presença influenciou ativamente o castelo e o levou a se tornar a mais importante loja militar do país. Na década de 1560 dois arsenais foram criados na fortaleza e durante o reinado de Isabel I (1558-1603) a maior parte da pólvora na Torre foi armazenada na Torre Branca. Até o último trimestre do século XVI o castelo foi uma atração turística para os visitantes autorizados a entrar, mesmo com o seu uso pelo Escritório de Material Bélico e Arsenal. Seu papel no fornecimento de armazenamento afetou diretamente a estrutura da Torre Branca e cargos foram adicionados para suportar os andares. Em 1636 um buraco foi batido através da parede norte da Torre Branca para facilitar o movimento de provisões. Em 1639-1640 a aparência externa da Torre Branca mudou, com muito do seu material de revestimento substituído.
Em 1640 Carlos I solicitou que a Torre de Londres deveria estar preparada para o conflito. Plataformas para canhões foram construídas e 21 foram instaladas no topo da Torre Branca com três morteiros adicionais. Apesar das novas defesas Parlamentares capturaram a Torre de Londres, sem o canhão ser usado. Em janeiro de 1642, Carlos I tentou prender cinco membros do Parlamento. Quando isto falhou, fugiu da cidade, e o Parlamento retaliou removendo Sir John Byron, o Tenente da Torre. As Bandas Treinadas mudaram de lado, e agora apoiavam o Parlamento; juntamente com os cidadãos de Londres, eles bloquearam a Torre. Com a permissão do rei, Byron abandonou o controle da fortificação. O Parlamento o substituiu por um homem de sua própria escolha, Sir John Conyers. Até o momento em que a guerra civil inglesa eclodiu em novembro de 1642, a Torre de Londres já estava no controle do Parlamento. Em 1657 o edifício inteiro além da capela estava sendo usado para armazenar pólvora. Armazenar tanta pólvora e registros do governo na Torre Branca não era ideal, e houve repetidas sugestões em 1620, 1718 e 1832 para mover a pólvora para um novo local, embora as propostas foram infrutíferas.

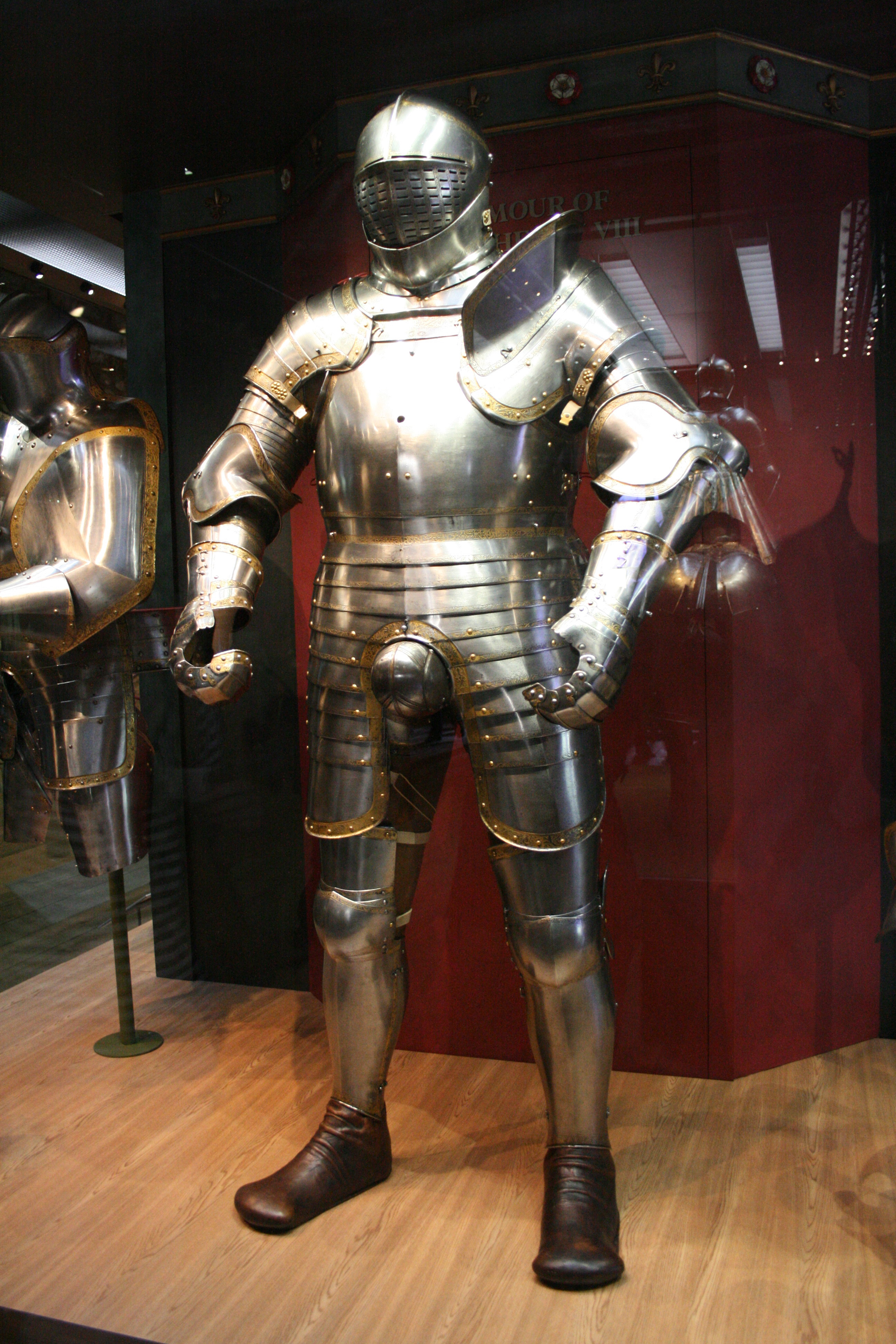
A Armaria Real ainda tem exibido na Torre Branca. Esta armadura pertencia a Henrique VIII.

Em 1661 planos foram propostos para limpar uma área de 6 metros ao redor da Torre Branca para salvaguardar o material perigoso no interior. Nada foi feito até depois do grande incêndio de Londres em 1666. Durante o incêndio temia-se que as chamas pudessem chegar ao castelo, especificamente a Torre Branca, destacando a necessidade de medidas de segurança. Nos anos seguintes, uma parede de proteção foi construída em torno da fortificação. Na década de 1670 edifícios que se acumularam ao redor da Torre Branca para fornecer armazenamento aos Escritórios de Material Bélico e Arsenal foram derrubados. Após isto, foram efetuadas reparações na face da Torre Branca. Uma escada também foi adicionada na face sul, permitindo o acesso direto aos registos na capela.
Enquanto a Torre de Londres tinha sido aberta aos visitantes durante séculos, não foi até o início do século XIX que as alterações foram feitas explicitamente para os visitantes. Em 1825, um edifício, o Arsenal New Horse, foi construído ao encontro do sul da Torre Branca para acomodar efígies dos reis da Inglaterra. O projeto neogótico da estrutura – um dos primeiros museus construídos de propósito na Inglaterra – foi bastante criticado. Até o final do século as efígies e Arsenal da rainha Isabel foram distribuídos em exposições na Torre Branca. Em meados do século XIX, sob o incentivo do príncipe Alberto, Anthony Salvin empreendeu um programa de restauração no castelo. Em 1858 o telhado da Torre Branca foi reforçado com vigas de ferro. Em 26 de janeiro de 1885 uma bomba na fortificação danificou algumas das exposições.
Os telhados da Torre Branca e suas torretas foram reparadas na década de 1960 e 1970. A sujeira acumulada foi lavada do exterior e os pisos no interior forma substituídos. Também neste período uma escada foi adicionada de encontro à face sul do castelo, reabrindo o acesso através da entrada original. Em 1974, houve uma explosão de bomba na Sala do Morteiro da Torre Branca, deixando um morto e 35 feridos. Ninguém assumiu a responsabilidade pela explosão, mas a polícia investigativa suspeita de que o IRA estava por trás disso. Em 1988, a Torre de Londres como um todo foi adicionada à lista de Patrimônio Mundial da UNESCO, em reconhecimento da sua importância global e para ajudar a conservar e proteger o local. A fortificação está sob os cuidados da Historic Royal Palaces, uma instituição de caridade, e entre 2008 e 2011 um programa de conservação de £2 milhões foi realizado na fortaleza. Reparos foram realizados e a construção foi limpada, eliminando a poluição que estava causando danos à estrutura. A fortaleza é um edifício listado de Classe I, e reconhecido como uma estrutura de importância internacional. As Armaduras Reais ainda têm exibições na Torre Branca.

## Arquitetura

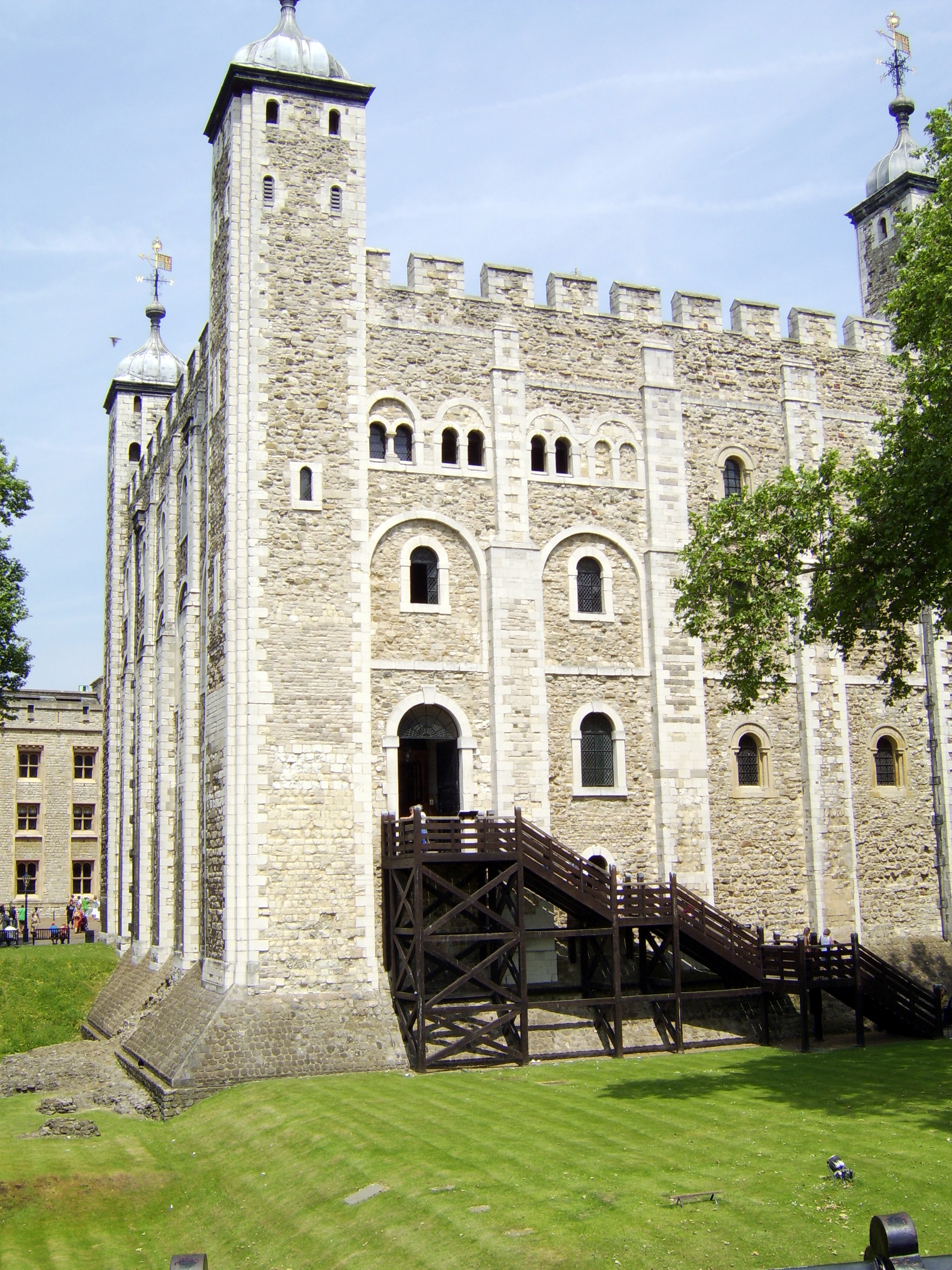
A entrada original para a Torre Branca ficava ao nível do primeiro andar.

A fortificação é uma torre de menagem (também conhecido como um donjon), que muitas vezes era a estrutura mais forte em um castelo medieval, e tem alojamento adequado para o senhor — neste caso, o rei ou o seu representante. De acordo com o historiador militar Allen Brown, "A grande torre [Torre Branca] também foi, em virtude da sua força, alojamento da nobreza e majestade, a torre de menagem por excelência". Uma das maiores menagens no mundo cristão, a fortaleza tem sido descrita como "o palácio mais completo do século XI na Europa". As influências em seu projeto não são claras. Magnatas do norte da França vinham construindo menagens de pedra desde meados do século IX, de modo que o desenho geral foi bem estabelecido. Mais especificamente, a menagem do Château d'Ivry-la-Bataille, construído por volta de 1000, pode ter sido uma influência particularmente proeminente, visto que incluía uma projeção semicircular em um canto. Allen Brown e P. Curnow sugeriram que o projeto pode ter sido baseado na hoje desaparecida menagem do século X do Château de Ruão, que era dos Duques de Normandia.
Nos cantos ocidentais estão torres quadradas, enquanto uma torre redonda no nordeste abriga uma escada em espiral. No canto sudeste fica uma projeção semicircular maior que acomoda a abside da capela. Excluindo suas salientes torres de canto, a menagem mede 36 por 32 metros na base, e sobe a uma altura com 27 m de altitude nas ameias do sul, onde o solo é mais baixo. A estrutura tinha originalmente três andares, que compreende uma cave, um piso de entrada, e um andar superior. A entrada, tal como é habitual em menagens normandas, ficava acima do solo (neste caso, na face sul) e alcançada através de uma escada de madeira que pode ser removida no caso de um ataque. A construção dianteira acrescentada no século XII não sobreviveu. Como o edifício foi concebido para ser uma residência confortável, bem como uma fortaleza, latrinas foram construídas nas paredes, e quatro lareiras fornecem o calor.
O principal material de construção é a pedra de trapo de Kent, embora alguns lamitos locais também foram usados. Embora pouco deles sobreviveu, a pedra de Caen foi importada do norte da França para fornecer detalhes no enfrentamento da Torre, em grande parte substituída por pedra de Portland, nos séculos XVII e XVIII, sob a direção do arquiteto Inigo Jones. Como a maioria das janelas da Torre foram ampliadas no século XVIII, apenas dois originais – embora restaurados – exemplos permanecem, na parede sul, a nível galeria. A Torre Branca foi terraço na encosta de um monte, de modo que o lado norte do porão fica parcialmente abaixo do nível do solo.

### Interior
O objetivo de cada quarto é interpretado principalmente com base em sua concepção. Como resultado, pode haver alguma ambiguidade no que câmaras individuais foram utilizadas. Cada andar foi dividido em três câmaras, a maior no oeste, uma sala menor no nordeste, e a capela ocupando a entrada e andares superiores do sudeste. Como era típico da maioria das menagens, o piso inferior era uma galeria subterrânea usada para o armazenamento. Um dos quartos continha um poço. Embora a disposição continua a mesma desde a construção da torre, o interior do embasamento data principalmente do século XVIII, quando o piso foi reduzido e as abóbadas de madeira preexistentes foram substituídas com os seus homólogos de tijolo. O embasamento é iluminado por pequenas fendas. O único acesso ao piso era através da escada da torreta nordeste.
O piso da entrada provavelmente foi destinado ao uso do Condestável da Torre e outros oficiais importantes. A entrada sul foi bloqueada durante o século XVII, e não reabriu até 1973. Aqueles que se dirigem para o andar superior tinham que passar por uma câmara menor para o leste, também ligada ao piso de entrada. A cripta da Capela de São João ocupava o canto sudeste e só era acessível a partir da câmara oriental. Existe uma reentrância na parede norte da cripta; de acordo com Geoffrey Parnell, Guardião da História da Torre das Armaduras Reais, "a forma sem janelas e acesso restrito, sugerem que foi concebido como um quarto forte para a custódia dos tesouros reais e documentos importantes".
O piso superior continha um grande salão oeste e a câmara residencial no leste – ambos inicialmente abertos para o telhado e rodeados por uma galeria embutida na parede – e a Capela de São João, no sudeste. O piso superior foi adicionado no século XV, juntamente com o presente telhado. A ausência de instalações domésticas como lareiras sugerem que foi destinado a ser utilizado como armazenamento em vez de acomodação. No século XVII cisternas de chumbo foram instaladas no topo da Torre Branca.
A Torre Branca continha pelo menos dois arsenais, historicamente. O Arsenal de Cavalos, localizado no lado norte da torre e com 150 pés (46 m) de comprimento e 33 pés (10 m) de largura, foi construído em 1825. Do canto nordeste, uma escada de madeira ornamentada com duas esculturas intituladas "Gin" e "Cerveja" subia ao Arsenal da Rainha Elizabeth. "Gin" e "Cerveja" representam as duas bebidas alcoólicas mais importantes da época. Acredita-se que eles tenham sido originalmente colocados no grande salão do Palácio de Placentia em Greenwich.

### Whalesbourne
Whalesbourne era uma famosa masmorra Tudor na Torre Branca, uma fortaleza central na Torre de Londres. Foi descrito por Robert Hutchinson como "onde a luz do sol nunca penetrou, talvez parte do portão Coldharbour que ficava no canto sudeste da Torre Branca, onde ratos supostamente arrancavam a carne... dos braços e pernas de prisioneiros durante o sono."

### Capela de São João

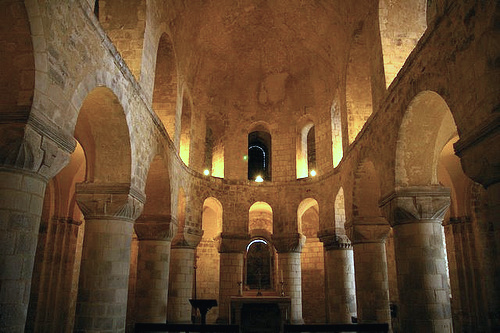
Capela de São João, dentro da Torre Branca.

A projeção semicircular no canto sudeste para acomodar a Capela de São João é quase incomparável na arquitetura do castelo. A única outra menagem na Inglaterra com uma projeção semelhante é a do Castelo de Colchester, a maior da Inglaterra. A Capela de São João não fazia parte do projeto original da Torre Branca, já que a projeção absidal foi construída depois das paredes do porão. Devido a alterações na função e projeto, desde a construção da torre, exceto à pequena capela que resta do interior original. A atual aparência nua e sem adornos da capela é uma reminiscência de como teria sido no período normando. No século XIII, durante o reinado de Henrique VIII, a capela foi decorada com ornamentação como uma cruz pintada a ouro e vitrais que representavam a Virgem Maria e a Santíssima Trindade.